# 07 (альбом)
«07» — шостий альбом хорватської співачки Ніни Бадрич. Виданий 2007 року.

## Список композицій
1. «Kralj života mog» (4:24)
2. «Osjećaj» (3:57)
3. «Nek voda nosi ljubav» (3:52)
4. «Vlak» (5:26)
5. «Da se opet tebi vratim» (4:14)
6. «Ne dam te nikom» (4:09)
7. «Moje ludilo» (3:38)
8. «Dodiri od stakla» (3:22)
9. «Sila prirode» (3:57)
10. «Iz inata» (3:45)
11. «Imati pa nemati» (4:01)
12. «Ne dam te nikom'» (5:05)